# 奧爾特河
奧爾特河（罗马尼亚语）是羅馬尼亞中部的一條河流、多瑙河的支流。全長615公里，流域面積24,050平方公里。起源於東喀爾巴阡山脈，在图尔努默古雷莱西南注入多瑙河。
羅馬尼亞的奧爾特縣和歷史地區奧爾特尼亞（小瓦拉幾亞）亦以此得名。